# Йоган Людвіг Голштейн-Ледреборг
Йоган Людвіг, граф Голштейн тіль Ледреборг (7 вересня 1694 — 29 січня 1763) — міністр у справах держави Данії.
1739 збудував палац Ледреборг поблизу з містечком Лайре.